# كمثرى صفصافي الأوراق
كمثرى صفصافي الأوراق (الاسم العلمي: Pyrus salicifolia) هو نوع نباتي يتبع جنس الكمثرى من الفصيلة الوردية.